# Шарлотт (Теннессі)
Шарлотт (англ. Charlotte) — місто (англ. town) в США, в окрузі Діксон штату Теннессі. Населення — 1656 осіб (2020).

## Географія
Шарлотт розташований за координатами 36°10′55″ пн. ш. 87°20′50″ зх. д. / 36.18194° пн. ш. 87.34722° зх. д. (36.182065, -87.347321).  За даними Бюро перепису населення США в 2010 році місто мало площу 4,51 км², уся площа — суходіл. В 2017 році площа становила 10,45 км², уся площа — суходіл.

## Демографія
Згідно з переписом 2010 року, у місті мешкало 1235 осіб у 400 домогосподарствах у складі 272 родин. Густота населення становила 274 особи/км².  Було 432 помешкання (96/км²).
Расовий склад населення:
| - 87,5 % — білих - 9,8 % — чорних або афроамериканців - 0,1 % — корінних американців - 1,2 % — осіб інших рас |

До двох чи більше рас належало 1,4 %. Частка іспаномовних становила 2,4 % від усіх жителів.
За віковим діапазоном населення розподілялося таким чином: 21,9 % — особи молодші 18 років, 65,7 % — особи у віці 18—64 років, 12,4 % — особи у віці 65 років та старші. Медіана віку мешканця становила 36,0 року. На 100 осіб жіночої статі у місті припадало 124,5 чоловіків;  на 100 жінок у віці від 18 років та старших — 122,9 чоловіків також старших 18 років.
Середній дохід на одне домашнє господарство  становив 39 479 доларів США (медіана — 28 667), а середній дохід на одну сім'ю — 51 894 долари (медіана — 48 000). Медіана доходів становила 32 639 доларів для чоловіків та 27 083 долари для жінок. За межею бідності перебувало 24,2 % осіб, у тому числі 36,8 % дітей у віці до 18 років та 27,0 % осіб у віці 65 років та старших.
Цивільне працевлаштоване населення становило 478 осіб. Основні галузі зайнятості: виробництво — 23,8 %, освіта, охорона здоров'я та соціальна допомога — 21,3 %, науковці, спеціалісти, менеджери — 11,9 %, мистецтво, розваги та відпочинок — 9,0 %.